# Římskokatolická farnost Dolní Krupá
Římskokatolická farnost Dolní Krupá je územním společenstvím římských katolíků v rámci havlíčkobrodského vikariátu královéhradecké diecéze.

## O farnosti

### Historie
Kostel svatého Víta s plebánií je v Dolní Krupé doložen poprvé v roce 1307. Vlastního duchovního správce měla farnost ještě počátkem 70. let 20. století. V pozdější době však její obsazování přestalo.

#### Přehled duchovních správců
- 1970/1971 R.D. Alois Voral (administrátor)
- 2007–2008 D. ThLic. Adrián Jaroslav Sedlák, O.Praem. ( administrátor excurrendo z České Bělé)
- 2008-2023 R.D. Rudolf Zahálka (administrátor excurrendo z České Bělé)
- 2023 - dosud R.D. Oldřich Kučera (administrátor excurrendo in materialibus z Havlíčkova Brodu)
- 2023 -  dosud R.D. Jiří Vojtěch Černý, OMelit. (administrátor excurrendo in spiritualibus z Havlíčkova Brodu)

### Současnost
Farnost je administrována excurrendo z Havlíčkova Brodu.
| Kostel              | Místo       | Bohoslužba     | Bohoslužba                       | Poznámka     |
| ------------------- | ----------- | -------------- | -------------------------------- | ------------ |
| Kostel svatého Víta | Dolní Krupá | neděle čtvrtek | 10.00 16.00 v zimě, 17.30 v létě | farní kostel |